# Gertrudtjärnarna (Tärna socken, Lappland, 732385-145514)
Gertrudtjärnarna är en sjö i Storumans kommun i Lappland och ingår i Umeälvens huvudavrinningsområde. Gertrudtjärnarna ligger i Vindelfjällen Natura 2000-område.